# Trzecia połowa
Trzecia połowa – polski serial komediowy, emitowany premierowo w TVP1. Serial ten jest kontynuacją serialu pt. Piąty Stadion nadawany w latach 2012–2014.
Pomysłodawcą i producentem serialu jest Prime Film Production. Pierwsza seria zrealizowana została przed rozpoczęciem Mistrzostw Świata w Piłce Nożnej 2018, których gospodarzem została Rosja. Serial opowiada o męskim świecie bohaterów, których największą pasją jest piłka nożna i kibicowanie ukochanemu zespołowi.
Na co dzień zakochani w swoich partnerkach, ciężko pracujący, zmagający się z życiowymi problemami, raz w tygodniu stają się prawdziwymi wojownikami.
Przyjaciele spotykają się w pobliskim pubie, by razem obejrzeć mecz piłki nożnej.
Największe emocje wzbudza oczywiście nadchodzący mundial w Rosji. Panowie mocno wierzą w sukces polskiej kadry, jednak ich małżonki patrzą na ich spotkania z pewną niechęcią. Uważają, że mężowie poświęcają piłce zbyt dużo uwagi, podczas gdy dookoła jest tyle rzeczy do zrobienia.

## Obsada

### Główne role
- Piotr Adamczyk – Borys Nowakowski, właściciel pubu „Piąty Stadion” zmienionego na „Trzecia połowa”
- Weronika Książkiewicz – Anna Nowakowska, żona Borysa
- Tomasz Karolak – Aleks Szmit, barman w pubie
- Cezary Pazura – „Zibi” przyjaciel Borysa
- Wojciech Mecwaldowski – sędzia „Ślepy”

### Pozostałe role
- Hanna Konarowska – Zuzanna, partnerka Borysa
- Jan Aleksandrowicz-Krasko – piłkarz Orzech
- Rafał Zawierucha – piłkarz Zawierucha
- Bartłomiej Firlet – piłkarz Marcinek
- Jakub Wieczorek – piłkarz Maliniak
- Dariusz Szpakowski – głos komentatora sportowego

## Spis serii
| Seria | Odcinki | Oryginalna emisja | Oryginalna emisja |
| Seria | Odcinki | Premiera serii    | Finał serii       |
| ----- | ------- | ----------------- | ----------------- |
| 1     | 1–13    | 23 marca 2018     | 12 czerwca 2018   |

## Spis odcinków
| Nr             | Emisja     |
| -------------- | ---------- |
| SERIA PIERWSZA |            |
| 1              | 23.03.2018 |
| 2              | 27.03.2018 |
| 3              | 04.04.2018 |
| 4              | 11.04.2018 |
| 5              | 18.04.2018 |
| 6              | 25.04.2018 |
| 7              | 02.05.2018 |
| 8              | 09.05.2018 |
| 9              | 11.05.2018 |
| 10             | 18.05.2018 |
| 11             | 23.05.2018 |
| 12             | 08.06.2018 |
| 13             | 12.06.2018 |